# Servizio sanitario regionale
Il Servizio sanitario regionale, in Italia, è quel servizio che fornisce, a livello regionale, l'assistenza sanitaria, sia ospedaliera che territoriale, ai cittadini italiani e agli stranieri iscritti al Servizio sanitario nazionale, nonché l'erogazione di alcune prestazioni sanitarie anche alle persone immigrate senza permesso di soggiorno (come cure ambulatoriali ed ospedaliere urgenti o essenziali per malattie e infortunio, tutela della gravidanza e della maternità, tutela della salute dei minori, vaccinazioni, interventi di profilassi internazionale, profilassi, diagnosi e cura delle malattie infettive, interventi dei SERT e per la salute mentale).
Il Servizio sanitario regionale è costituito dalle strutture, dalle funzioni e dalle attività assistenziali rivolte ad assicurare la tutela della salute in una regione. E' ramificato nel territorio regionale attraverso le Aziende sanitarie locali (che in singole regioni assumono diverse denominazioni) e le Aziende ospedaliere.
Il riferimento normativo fondamentale è il decreto legislativo 229/99, che riafferma che il Servizio sanitario nazionale, articolato nei Servizi sanitari regionali, è fondato sui principi dell'universalismo dell'assistenza, sull'uguaglianza di accesso, sulla solidarietà e sul finanziamento attraverso la fiscalità generale.